# ماثيو لابيني
ماثيو لابيني (بالإنجليزية: Matthew Labine)‏ هو كاتب سيناريو أمريكي، ولد في 5 مايو 1959، وتوفي في 1 سبتمبر 2017.